# 飛騨木曽川国定公園

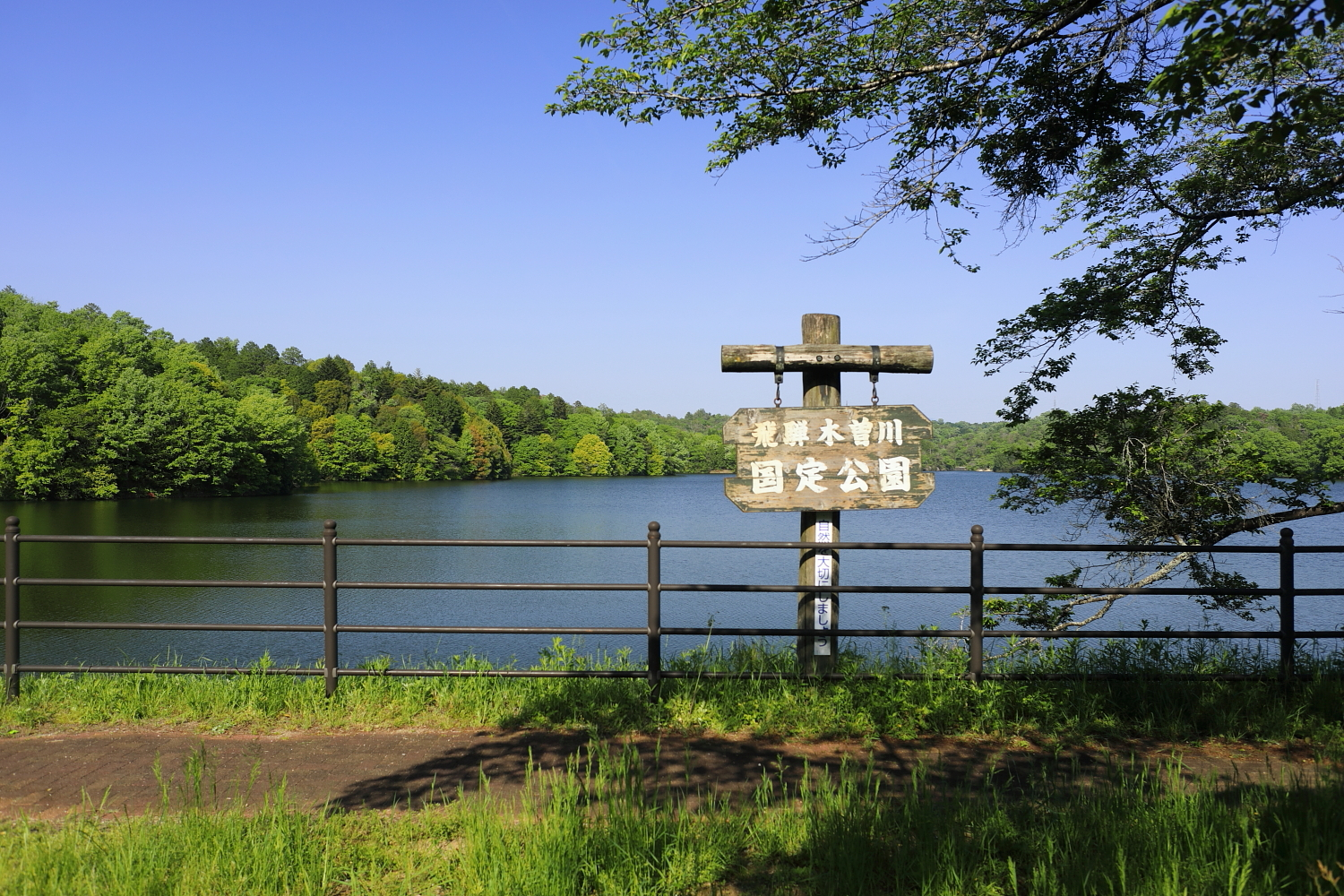
松野湖
（2022年（令和4年）5月）

飛騨木曽川国定公園（ひだきそがわこくていこうえん）は、岐阜県下呂市から美濃加茂市にかけての飛騨川流域と岐阜県瑞浪市付近から愛知県犬山市付近にかけての木曽川中流域を中心とした国定公園である。1964年（昭和39年）3月3日指定。飛騨川、木曽川の河川美が特色。2023年（令和5年）度の公園利用者は534万人。

## 地理

### 面積
- 18,074ha

### 主な山
- 吐月峰（下呂市 775m）
- 高天良山（同 908m）
- 三峯山（同 630m）
- 田代山（加茂郡白川町 666m）
- 水晶山（加茂郡七宗町 687m）
- 納古山（同 633m）
- 鬼飛山（加茂郡川辺町 291m）
- 城山（加茂郡坂祝町 265m）
- 宝積寺山（各務原市 141m）

### 主な川・湖
- 木曽川
- 飛騨川
- 入鹿池
- 松野湖

## 観光スポット
- 下呂温泉
- 飛水峡
- 藤倉峡
- 中山七里
- 鬼岩公園
- 蘇水峡
- 日本ライン
- 犬山城
- 桃太郎神社
- 木曽川うかい

## 関連市町村

### 岐阜県
- 下呂市
- 加茂郡白川町
- 加茂郡七宗町
- 加茂郡八百津町
- 加茂郡川辺町
- 美濃加茂市
- 加茂郡坂祝町
- 可児市
- 可児郡御嵩町
- 瑞浪市
- 各務原市

### 愛知県
- 犬山市